# Clifton Bertrand
Clifton Bertrand (* 2. März 1936 in Arima; † 28. November 2020 in New York) war ein Sprinter aus Trinidad und Tobago.
1958 erreichte er bei den British Empire and Commonwealth Games in Cardiff über 220 Yards das Viertelfinale. Über 440 Yards, in der 4-mal-110-Yards-Staffel und in der 4-mal-440-Yards-Staffel scheiterte er im Vorlauf. 
Für die Westindische Föderation startend gewann er bei den Panamerikanischen Spielen 1959 in Chicago Bronze in der 4-mal-100-Meter-Staffel und erreichte bei den Olympischen Spielen 1960 in Rom über 200 m das Viertelfinale.
Bei den Panamerikanischen Spielen 1963 in São Paulo holte er Bronze über 400 m in 47,43 s und mit der trinidadischen 4-mal-100-Meter-Stafette. Über 200 m wurde er Fünfter.
Im Jahr darauf gelangte er bei den Olympischen Spielen 1964 in Tokio über 200 m erneut ins Viertelfinale.
Bei den British Empire and Commonwealth Games 1966 in Kingston erreichte er über 220 Yards das Viertelfinale und wurde mit der trinidadischen 4-mal-110-Yards-Stafette Achter.
Seine persönliche Bestzeit über 200 m von 20,7 s stellte er am 4. April 1965 in Pointe-à-Pierre auf.
Bertrand schloss sein Studium an der New York University mit einem Bachelor of Science und Master of Science ab. Später promovierte er an der Columbia University zum Doktor der Pädagogik.